# Обществени отношения
Под обществени отношения или социални отношения в социологията и правото се разбират различни взаимодействия, регулирани от социалните (морални) норми и/или правни норми, между две или повече лица, всяко от които притежава социален статус и осъществява социална роля. Социолозите разглеждат обществените отношения като най-висшата проявна форма на социалните явления, в сравнение с поведението, действията, социалното поведение, социалните дейности и социалното взаимодействие.
Обществените отношения възникнат между:
1. индивидите, като част от една социална група, наричана общество (в правото между физическите лица);
2. групи от хора, различни общества и/или субекти на правото (в правото между юридическите лица);
3. физически лица и групи от хора (юридически лица).

## Дефиниция
Въпреки факта, че терминът „обществени отношения“ е в масова употреба и широко използван, социолозите и юристите все още не са достигнали до общовалидна (универсална) или легална дефиниция на понятието за обществени отношения. За него съществуват няколко определения:
- Обществените отношения са отношенията между хората един с друг, които съблюдават исторически наложилата се социална форма, в конкретните условия на време и място.
- Обществените отношения са отношенията между социалните субекти по повод на тяхното равенство и социална справедливост при разпределянето на обществените блага, условията за формиране, израстване и развитие на личността, и за удовлетворяване от материални, социални и духовни потребности.